# 陳蘭麗
陳蘭麗（1951年－），臺灣女歌手。因為有一雙招牌的細小的瞇瞇眼而被稱為「瞇瞇眼歌后」。1966年就讀高中一年級(虎尾女中)時參加歌唱比賽出道。在今日公司的培植下，與紫薇練歌，這段時間，也首次登上電視，參加台灣電視公司節目《生日快樂》。1974年初，發表翁清溪作曲的「葡萄成熟時」，後來成為其成名曲。1979年與楊洋結婚，婚後移民美國、淡出演藝圈。曾經主持台視綜藝節目《彩虹屏》、《美麗的星期天》。

## 復出
2015年，睽違35年後復出。先是於1月24日在臺北小巨蛋參加台視除夕特別節目《2015超級巨星紅白藝能大賞》錄影，而後預計7、8月在臺北國際會議中心演出2至3場演唱會，個人酬勞全捐弱勢團體。

## 代表作
- 葡萄成熟時（成名曲）
- 海浪花
- 春愁點點
- 碧雲天（瓊瑤小說改編電影「碧雲天」主題曲）
- 永遠記得你
- 伊人在天涯（瓊瑤小說改編電影「人在天涯」主題曲）
- 愛的路上千萬里
- 世界像一座彩屋
- 微笑（電影「微笑」主題曲）
- 真愛
- 委屈為了妳（瓊瑤小說改編電影「碧雲天」插曲）
- 小雨絲絲
- 愛有多少
- 今夕何夕

## 外部連結
- YouTube上的《葡萄成熟時》陳蘭麗復出 許願再愛老公30年
- YouTube上的陳蘭麗 台視超級巨星紅白藝能大賽